# Прапор «Тридцяти Трьох»
Прапор Трейнта-і-Трес є одним із трьох офіційних прапорів Уругваю разом із Національним прапором Уругваю та прапором Артігаса. Натхненний прапором Східної провінції з додатковим девізом, він уперше був використаний у 1825 році у військовій експедиції Тридцять три Орієнтальці, яка мала на меті звільнити країну від бразильської окупації. У 1952 році він був офіційно визнаний національним символом Уругваю.

## Історична довідка
Прапор «Тридцяти Трьох» віддає шану військовій експедиції Treinta y Tres Orientales ( укр. "Тридцять три східняка"  ), войовнича революційна група на чолі з Хуаном Антоніо Лаваллехою та Мануелем Орібе, яка воювала проти Бразильської імперії під час бразильської окупації Східної провінції. Прапор був вперше використаний під час висадки «Тридцяти трьох» на території Уругваю 19 квітня 1825 року, на початку Цисплатинської війни .

## Символіка та дизайн
Дизайн має три горизонтальні смуги: верхня смуга, синя, символізує велич; центральна, біла, є символом Республіки; а нижня, червона, вшановує кров полеглих за свободу і незалежність. Національний девіз Уругваю Libertad o Muerte («Свобода або смерть») написаний на центральній смузі.

### Офіційне стояння з іншими прапорами

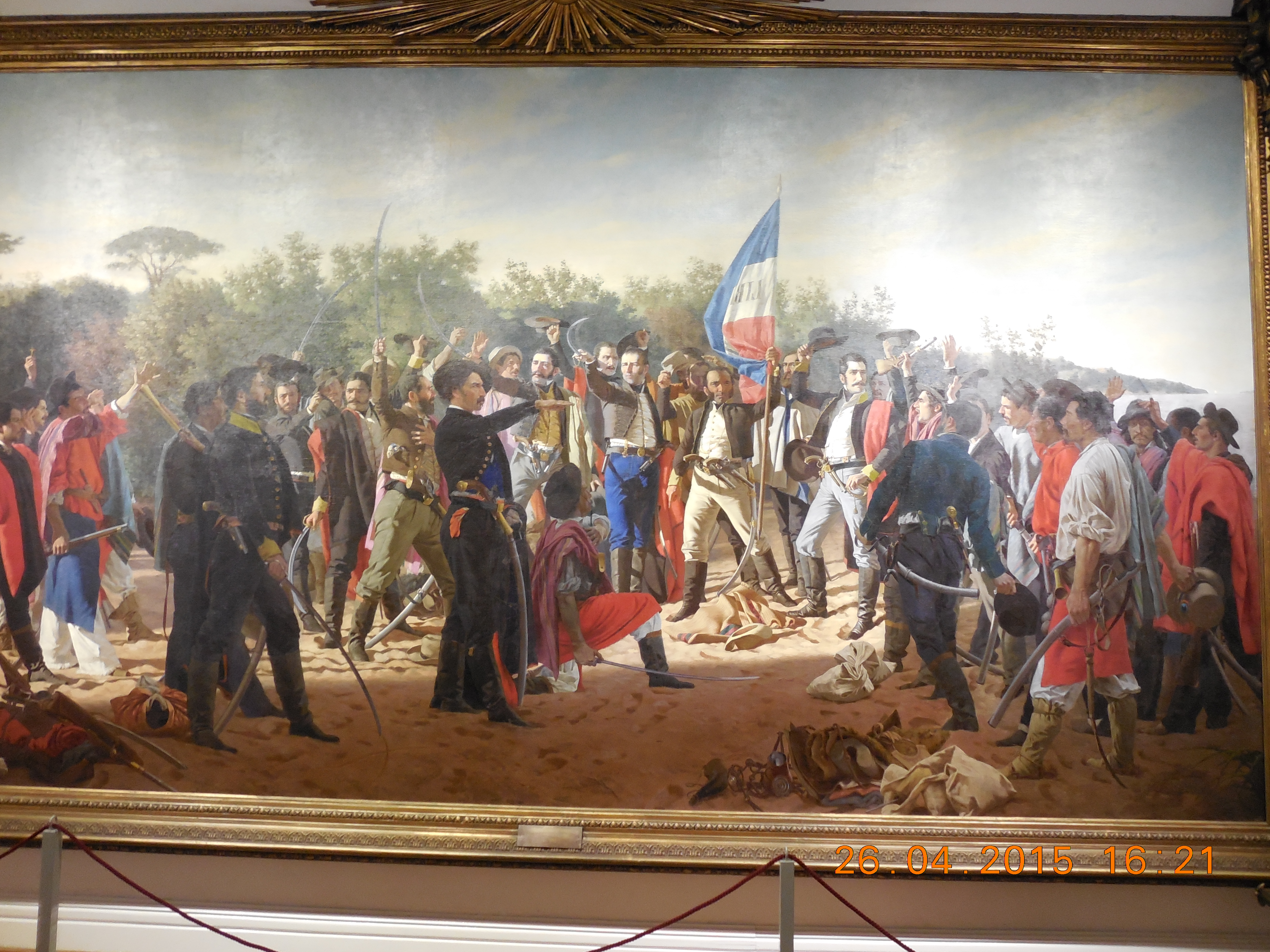
Таїнство тридцяти трьох східних людей, Хуан Мануель Бланес. У центрі картини видно прапор.

Відповідно до закону, прапор «Тридцяти Трьох» має вивішуватися поряд з національним прапором і прапором Артігаса на всіх урядових будівлях у дні національних свят. 

## Втрачений історичний прапор
У 1969 році революційна група OPR-33 викрала оригінальний уцілілий прапор часів Цисплатинської війни. Прапор був вилучений з історичного музею і востаннє його бачили в 1975 році, але вважався зниклим безвісти з лютого 1969 року.